# Alypia edwardsii
Alypia edwardsii là một loài bướm đêm trong họ Noctuidae.